# Teodoro Ballo Tena
Teodoro Ballo Tena (25. března 1866 Zaragoza, Aragonie – 6. srpna 1962 tamtéž) byl španělský houslista, dirigent a hudební skladatel.

## Život
Studoval hru na housle a na kytaru na konzervatoři v Zaragoze. Ve studiu pokračoval v Madridu u houslisty a skladatele Jesúse de Monasterio. Madridskou konzervatoř absolvoval v roce 1884 se ziskem první ceny. Hrál první housle v Orchestru madridské koncertní společnosti (Societat de Concerts), který řídil jeho učitel a v divadle Teatro Real.
Vrátil se do rodného města, kde v roce 1890 založil městskou konzervatoř, smyčcové kvarteto a symfonický orchestr. Řídil rovněž orchestr v kasinu v San Sebastiánu.
Zemřel v Zaragoze 6. srpna 1962 ve věku 96 let.

## Dílo
Je znám jako skladatel chrámové hudby a vlasteneckých písní.